# Birkenheide
Birkenheide est une municipalité de la Verbandsgemeinde Maxdorf, dans l'arrondissement de Rhin-Palatinat, en Rhénanie-Palatinat, dans l'ouest de l'Allemagne.

## Références

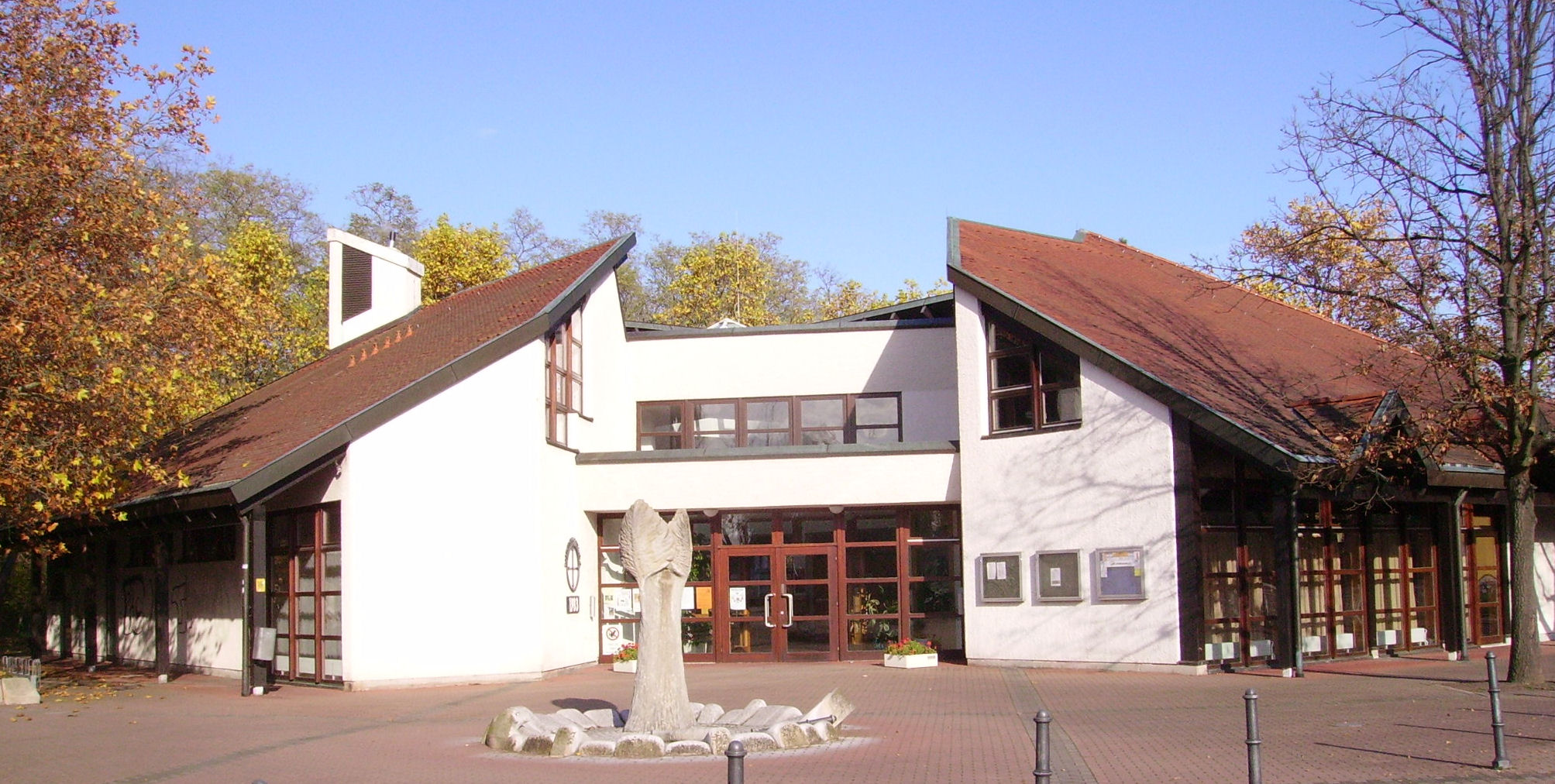
Dorfgemeinschaftshaus
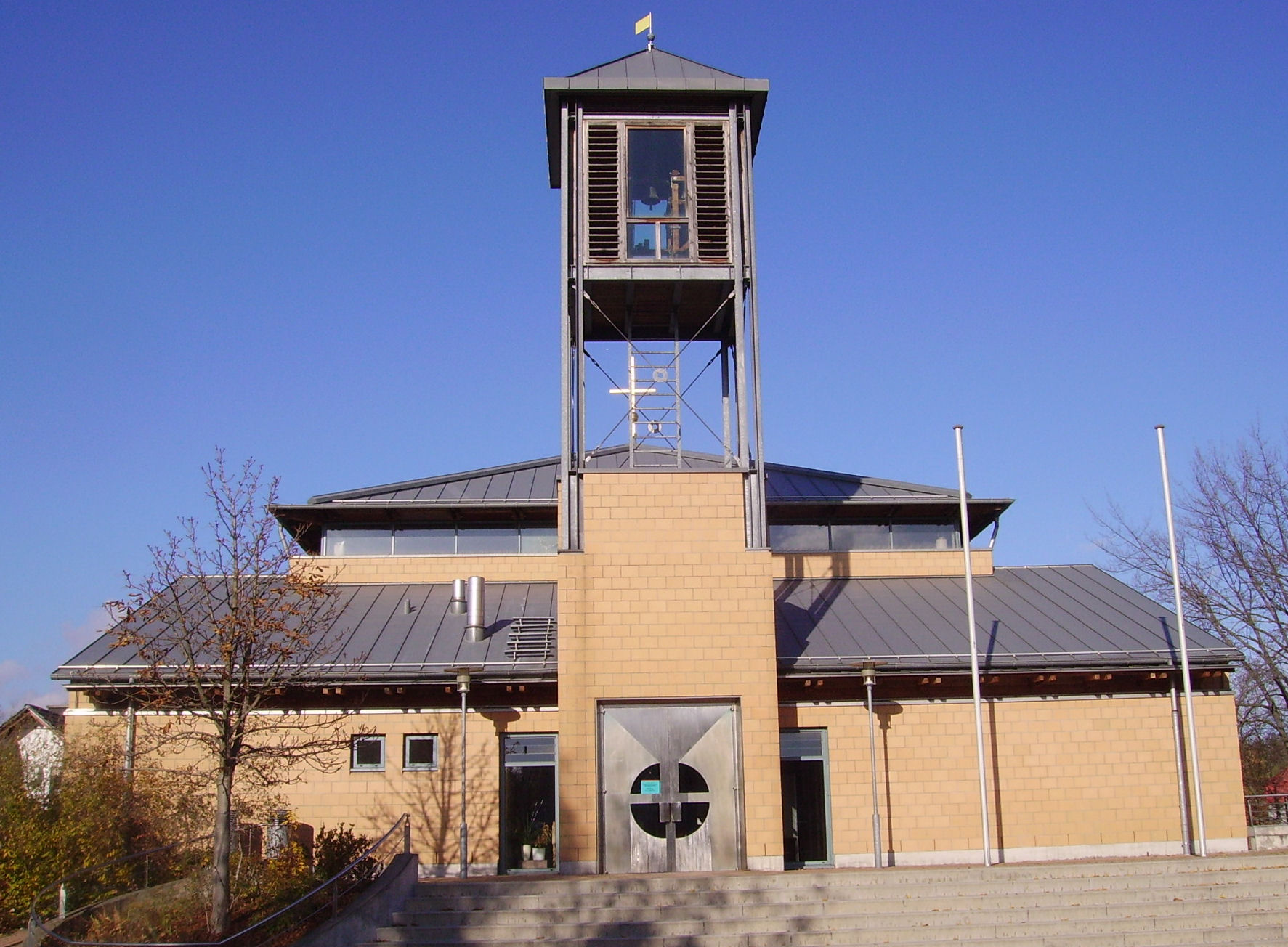
Église catholique
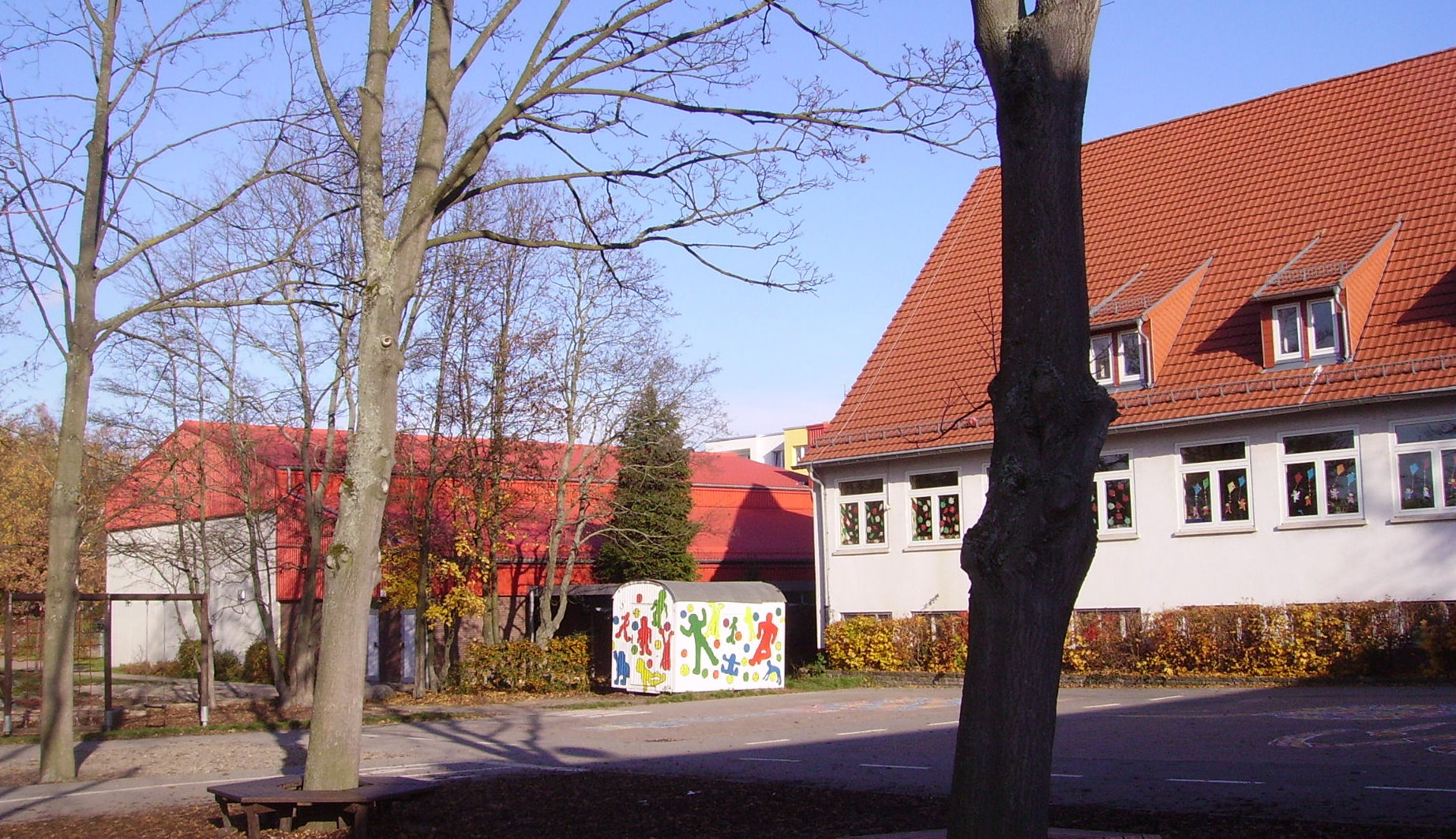
École